# Pegasos

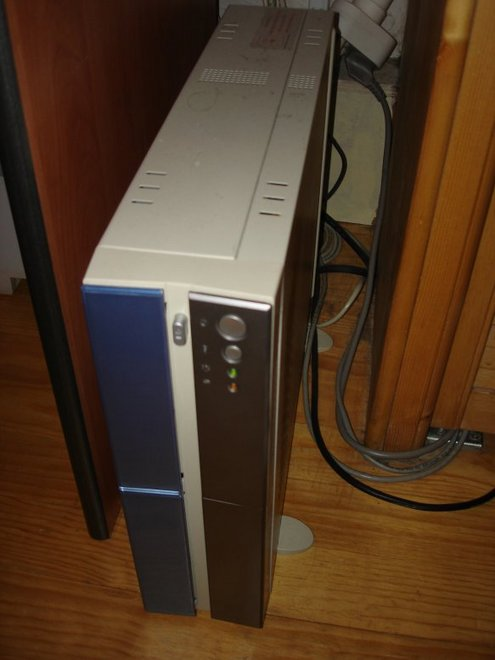
Pegasos seconda versione (G4)

Il Pegasos è una motherboard che impiega processori PowerPC sviluppata e commercializzata a partire dal 2002 da bplan, ditta fondata da ex-dipendenti di Phase5, una casa produttrice di hardware per le macchine Amiga, tra cui le famiglie di schede acceleratrici  Blizzard (per gli Amiga 1200) e Cyberstorm (per gli Amiga 3000 e 4000).

## Storia
Il progetto iniziale prevedeva semplicemente un clone o un computer che in qualche modo rimpiazzasse gli Amiga, in attesa di nuove macchine prodotte da Gateway o da Amiga Inc. Progetto che alla fine ha preso una sua personale fisionomia, distanziandosi sempre più dalle sue origini e adottando un'architettura in grado di permettere l'utilizzo di periferiche basate su tecnologie standard, come PCI, USB o FireWire ad esempio.
Le prime versioni del Pegasos non erano ancora del tutto perfette, in particolar modo vi erano alcuni problemi di indirizzamento DMA legati alle peculiari caratteristiche del Northbridge allora adottato. Le versioni più recenti (commercializzate come Pegasos II) adottano invece un nuovo Northbridge che consente l'uso sia delle moderne memorie DDR, sia di una connessione Gigabit Ethernet.

## Sistemi operativi
I personal computer basati su Pegasos sono accompagnati da un sistema operativo proprietario (MorphOS, ispirato ad AmigaOS), ma offrono anche la possibilità di installare AmigaOS 4.1 (dal maggio 2009), alcune distribuzioni GNU/Linux realizzate appositamente per i PowerPC, come Debian, Gentoo, Yellow Dog Linux e CRUX PPC.

## Specifiche tecniche
- Formato: MicroATX (236 mm × 172 mm).
- BIOS: Open Firmware.
- Chipsets: Marvell Discovery II MV64361 e VIA VT8231.
- Audio: Chip integrato AC97 con connettori per microfono, line in/out e cuffie.
- Slot per scheda processore con FSB a 133 MHz.
- Processori utilizzabili: dal PowerPC G3 750 CXe a 600 MHz al G4 7447 ad 1 GHz.
- Bus PCI a 32bit, 33 MHz, 3 slot.
- 2 Slot RAM DDR 266, per un massimo di 8 Gigabytes di memoria.
- 1 Slot AGP×1.
- 3 porte IEEE1394/FireWire da 400 megabits.
- 1 porta FastEthernet.
- 1 porta GigabitEthernet
- 3 porte USB (2 esterne ed 1 interna).
- 1 connettore audio digitale S/PDIF.
- 1 porta a infrarossi (IrDA).
- 2 canali IDE UDMA ATA100.
- 2 connettori PS/2 per mouse e tastiere.
- 1 porta seriale standard (RS232).
- 1 porta parallela standard (Centronics).
- 1 porta joystick per joypad standard PC e MIDI.
- 1 Connettore floppy.